# Lucius Annaeus Seneca
Lucius Annaeus Seneca (Córdoba, Kr. e. 4 körül – Róma, Kr. u. 65. április 12.) római sztoikus filozófus, drámaíró és államférfi. Édesapjától megkülönböztetendő, ifjabb Senecának (Seneca Minor) is nevezik.

## Élete

### Ifjúkora
Előkelő hispániai családból származott: apja, idősebb Seneca lovagrendi rangú volt. Anyja, Helvia három fiúnak adott életet, akik közül a középső volt Lucius. Bátyja az Apostolok Cselekedeteiből is ismert Gallio volt, akivel Pál apostol is találkozott (ApCsel 18,12 – ApCsel 18,17). Galliót később bevádolták, hogy részt vett a Nero császár ellen szervezett Piso-összeesküvésben, de ügye feledésbe merült, és emiatt nem végezték ki. (Tacitus, Annales, XV. könyv, 73.) Nem kerülte el viszont ezt a sorsot öccse, Annaeus Mela, a császári magánkincstár felügyelője, valamint annak fia, Lucanus eposzköltő. (Tacitus, Annales, XVI. könyv, 17.) A család felemelkedése jól példázza, hogy a Kr.u. I. századtól fogva a provinciákban is olyan fokúvá vált a romanizáció, hogy akik itt tanultak, azok a fővárosban is megállták a helyüket.
Seneca Minor Cordubában (ma Cordoba) látta meg a napvilágot, az I. század kezdete körüli időben. Életéről nagyon sok információval rendelkezünk, főleg saját írásaiból. Seneca maga is beszámol arról, hogy korán Rómába érkezett tanulmányok folytatása céljából, ahol Szotión filozófus tanítványává vált, és mesterének hatására egy évre lemondott a hús élvezetéről. Apja nyomására azonban kénytelen volt feladni a vegetarianizmusát. Saját bevallása szerint Rómában tanulta meg, hogy a képzés nem azonos a tudás felhalmozásával, hogy a tartalom megelőzi a formát, de itt keltették fel érdeklődését a természettudományos vizsgálódások is. Természettudományos műveket írt, melyek közül a legismertebb a Naturales questiones. Rómában anyja egyik testvérének felesége vette pártfogásába az ifjú Senecát, aki ekkor senatori pályára készült, de gyakori légúti megbetegedései miatt annyira elkeseredett, hogy majdnem öngyilkos lett. Apja javaslatára azonban Egyiptomba ment, ahol a pártfogójának férje éppen praefectusi rangot töltött be.
Kr. u. 31-ben Seneca visszatért Itáliába, ahol 41-ig politikai és közéleti pályát fut be: quaestor, majd védőügyvéd lett. Egyik védőbeszédével azonban felkeltette Caligula császár irigységét, aki ki akarta végeztetni. Egyik szeretője javaslatára, aki szerint a beteges ifjú úgyis hamarosan magától meghal, és ezért kár a császári házra újabb gyilkosság gyanúját vetíteni, Caligula életben hagyta. 41-ben Iulia Livillával, Caligula egyik nővérével folytatott állítólagos házasságtörő viszonya miatt Claudius Korzikára száműzette, ahol 49-ig volt kénytelen tartózkodni. A száműzetést Claudius kicsapongó felesége, Messalina eszközölte ki. A száműzetésben írta meg a Helviához írt vigasztalást, valamint egy Polybiushoz, Claudius császár kegyencéhez címzett vigasztalását. Ez utóbbiban Claudiust az ideális uralkodónak állítja be. Ennek hatására, valamint Claudius új feleségének, Agrippinának segítségével Seneca visszatérhetett Rómába. Itt a későbbi Nero császár nevelője lett, majd Nero hatalomra jutása után Burrus testőrparancsnokkal együtt a birodalom élén állt, mint Nero segítője:

### Nero tanácsadójaként
S megindultak volna a kivégzések útján, ha Afranius Burrus és Annaeus Seneca elébe nem vág. Ők ketten, irányítói az uralkodó ifjúságának, mégpedig - ritka dolog a hatalom közösségében! - egyetértésben, különböző módon, egyforma befolyással bírtak: Burrus katonai tapasztalataival és erkölcsi szigorúságával, Seneca az ékesszólás oktatásával és tisztes derűjével kölcsönösen segítve egymást, hogy a princepset ebben a csuszamlós életkorban, ha az erényt elutasítaná, megengedett élvezetekkel annál könnyebben visszatarthassák.
Claudius halálára ironikus gyászbeszédet írt (Apocolocynthosis – „Claudius tökké válása”, utalva az istenné emelkedésre), valamint ő írta Nero senatusi bemutatkozó beszédét. Ez utóbbiban Nero a senatus és a princeps között Augustus által meghonosított hatalommegosztáshoz való visszatérést (dyarchia) tűzi ki célul:
Azután jövendő uralkodásának formáját körvonalazta, főleg olyasmit hárított el, aminek gyűlöletessége még frissen lángolt. Mert ő nem minden ügynek lesz a bírája, hogy egyetlen ház falai közé zárva vádlókat és vádlottakat, néhány ember hatalmaskodhasson; az ő otthonába vesztegetés vagy megkörnyékezés nem férkőzik be; különválasztja házát és a köz ügyét. Tartsa meg ősi jogkörét a senatus; a consulok ítélőszéke előtt Italia és a római nép tartományai egyformán megjelenhetnek; a consulok biztosítják a senatus elé járulást, ő a rábízott seregekről gondoskodik.
Seneca hatásának tudják be, hogy a pártusok kivonultak Armeniából, illetve, hogy Germániában és Britanniában is kiegyezésre, illetve a római uralom megszilárdítására kerülhetett sor.

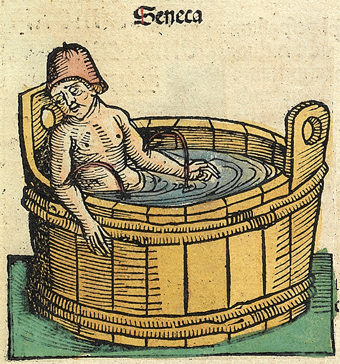
Seneca halála a Nürnbergi Kódexből, 1493 körülről

Miután Nero megölette anyját, Agrippinát, Seneca is háttérbe szorult. Hogy elkerülje Nero féltékenységét, felajánlotta a császárnak, hogy átadja számára a vagyonát (Tacitus, Évkönyvek, XIV. könyv, 54. caput). Nero ezt visszautasította, viszont gyanakvása nem múlt el a filozófus iránt. A Piso-összeesküvés egyik résztvevője bevádolta Senecát, akinek emiatt császári utasításra öngyilkosságot kellett elkövetnie. Felesége, Paulina a férjével együtt akart meghalni, így ő is felvágta az ereit, őt azonban a császár parancsára megmentették.

#### Uralkodóeszménye és társadalomképe
Eszménye a senatus és a princeps közötti hatalommegosztás (dyarchia). Mint az ókori filozófusok jelentős része, ő is az etika és a politika szoros kapcsolatát hirdeti. A politikáról vallott elgondolásait erkölcsi leveleiből, a Nero császárhoz írt királytükörből (De Clementia), valamint a Claudius császár tökké válásáról szóló szatírájából, az Apocolocynthosis-ból rekonstruálhatjuk.
Ez utóbbi, a szó szerinti fordításban Claudius császár megtökösödése címet viselő mű arról szól, hogy mi történt Claudius császárral, halála után: Claudius császár felmegy az Olympusra, és megpróbál az istenek elé kerülni. Először Hercules megpróbálja kihallgatni, de mivel úgy látja, hogy Claudius összevissza hazudozik, és nem is beszél érthetően, összehívja az égi senatust. Itt Augustus beszámol Claudius gonosztetteiről. Ennek hatására az égiek úgy döntenek, hogy az Alvilágba vetik Claudiust. A holtak bírája az általa elrendelt gyilkosságok miatt arra ítéli, hogy egy lyukas pohárral vessen állandóan kockát, és legyen egy felszabadított rabszolga szolgája. Érdekesség, hogy e szatíra megírásával egyidejűleg Seneca megírta a megistenült Claudius császár hivatalos dicsőítő és gyászbeszédét is. E kettősséggel, ti. egy hivatalos és egy saját véleményt tükröző szöveg megírásával Seneca előképül szolgálhatott Prokopiosz számára, aki bizánci udvari történetíróként a Iustinianust dicsőítő művek megírása mellett megalkotta a Iustinianust gyalázó Titkos történetet is.Az Apocolocynthosis elszórt utalásai kifejezik a Claudius alatt karriert befutó, felszabadított rabszolgákkal szembeni római ellenérzést. Rosszallását fejezi ki Seneca Claudius uralkodói gyakorlatával (abszolutisztikus tendenciák, rokongyilkosságok, a polgárjog mértéktelen adományozása idegeneknek) szemben is.
A negatív példák kigúnyolása után Seneca az ideális uralkodó képét a Nagylelkűségről (De Clementia) című művében festi le Nero elé. A mű megírásának apropójául egy, Tacitus és Suetonius által is megörökített esemény szolgál: Nerónak alá kell írnia egy halálos ítéletet. Az ifjú császár azonban kijelentette, hogy bárcsak ne ismerné a betűket (Suetonius: Nero, 10). Seneca ennek kapcsán mutatja be a jó császárral szembeni elvárásokat. Kifejti, hogy a szelídség hozzátartozik az uralkodói nagysághoz. Ha csak a kegyetlenség útján lehetne uralkodni, akkor Róma már rég kiürült volna. Az uralkodónak úgy kell bánnia az alattvalóival, ahogy ő maga is szeretné, hogy bánjanak vele az istenek. Ügyelnie kell ugyanakkor minden cselekedetére, mivel a princeps élete a nyilvánosság előtt zajlik, ezért mindenki tudomást szerez az esetleges kegyetlenkedéseiről. Az uralkodó az alattvalók atyja, akit az alattvalók szeretete sokkal jobban megvéd, mint azok félelme. Még a rabszolgákkal szemben is emberséges bánásmódot kell tanúsítani.
A rabszolgákkal szembeni emberséges bánásmód visszaköszön Seneca erkölcsi leveleiben is:
Örömmel hallom azoktól, akik tőled jönnek, hogy rabszolgáiddal barátságosan viselkedsz. Ez illik okosságodhoz, ez műveltségedhez. „Rabszolgák.” Még inkább: emberek. „Rabszolgák.” Még inkább: lakótársak. „Rabszolgák.” Még inkább: alacsonyabb sorsú barátok. „Rabszolgák.” Még inkább: rabszolgatársaink, ha meggondoljuk, hogy a sorsnak ugyanannyi hatalma van fölöttük s fölöttünk.
Seneca véleménye szerint a rabszolgák nem természetüknél fogva ellenségesek uraikkal szemben: azok bánásmódja teszi őket ellenséggé.

## Irodalmi munkássága

### Drámái
Seneca az egyetlen ókori római tragédiaíró, akinek ismerjük a drámáit (listájukat lásd lent). Neve alatt maradt fenn, de vitatott szerzőségű a 
Hercules Oetaeus. Szinte biztos, hogy nem ő írta az Octavia című művet, hanem csak a hagyomány tulajdonítja neki. Ez utóbbi műfaja ún. fabula praetexta – azaz nem ókori görög mitológiai tárgyú, hanem római témát dolgoz fel. Az utóbbi fél évezredben drámái megítélése változott: a reneszánsztól fogva kedvelték, nagy hatást gyakorolt olyan drámaírókra, mint Shakespeare, Racine, Corneille. A klasszicizmus azonban rossz minőségű utánzatoknak tekintette őket: Lessing szerint például Seneca tragédiái előadhatatlan, csak az olvasásra szolgáló könyvdrámák. Más szerzők szerint csak rétoriskolai gyakorlatok, esetleg sztoikus példázatok. Ennek ellentmond, hogy a reneszánsz óta nagy sikerrel mutatták be őket színpadon. Szilágyi János György hívja fel a figyelmet arra, hogy elképzelhető, hogy jómódú rómaiak által fenntartott magánszínházakban játszották őket és Seneca az értő közönség számára tudatosan nyújt esetenként alternatív értelmezést és a hagyományostól eltérő látásmódot azokhoz a görög drámaírókhoz képest, akiktől a témáit meríti. Mindezek miatt a klasszicizmus görög-imádatában rossz viszonyítási pontot választott, és nem volt képes önértékükön szemlélni Seneca műveit. Drámái ugyanis nem cselekménydrámák: a változások a főhősök lelkében játszódnak le. Szilágyi János György ugyanis kimutatta, hogy van jellemfejlődés az egyes szereplőkben.

### Levelei
Senecától 124 erkölcsi kérdéseket tárgyaló levelet (Epistulae morales) ismerünk. A levelek címzettje egy Lucilius nevű római lovagrendű személy, az Aetna című költemény szerzője, Szicília procuratora. Valószínűleg Epikurosz követője volt, Seneca pedig a levelek segítségével igyekezett őt a sztoicizmusnak megnyerni. A levelek 20 könyvre osztva maradtak ránk, de ismerünk idézetet egy leveléből a 22. könyvből. A levelek témagazdagsága egyedülálló az ókori irodalomban. Mivel római módra a filozófiát gyakorlati tanácsok adására használja fel, ezért téméi sokfélék: a barátság, a helyes fogalmak használata, a valódi szabadság, a valódi műveltség, a rabszolgákkal való bánásmód.

### Költeményei
Seneca költőként is ismert volt az ókorban. Az Anthologia Latina 3 verset hoz neve alatt, de Adamik Tamás szerint a stíluskritika kimutatta, hogy 396-460 közötti darabok is az övéi lehetnek. Költeményei műfaji sokszínűségükkel, és témabeli változatosságukkal egyaránt kitűnnek. Írt lírai költeményeket, menipposi szatírát és tragédiát, továbbá 4 kötetnyi epigrammát tulajdonít neki a hagyomány. Írt pajzán verseket, megverselt filozófiai gondolatokat, az Apokolkynthósis menipposzi szatírájában kigúnyolta Claudiust.

### Főbb műveinek listája
- Vigasztalások Helviához (Consolatio ad Helviam)
- Vigasztalások Polybiushoz (Consolatio ad Polybium)
- A haragról (De ira)
- A nagylelkűségről (De Clementia)
- Természeti vizsgálódások (Questiones Naturales)
- Claudius császár tökké válása (Apocolocynthosis)
- Erkölcsi levelek Lucilliushoz (Epistulae morales)
- Drámák (Tragoediae): Hercules Furens (Az őrjöngő Hercules) /Troades (Trójai nők) /Phoenissae (Föníciai nők)/Phaedra/Thyestes /Agamemnón /Oidipusz/Médeia

## Emlékezete

### Öngyilkossága

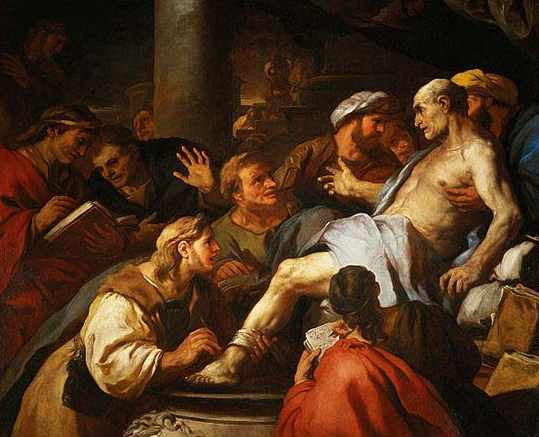
Luca Giordano, Seneca halála (1684)

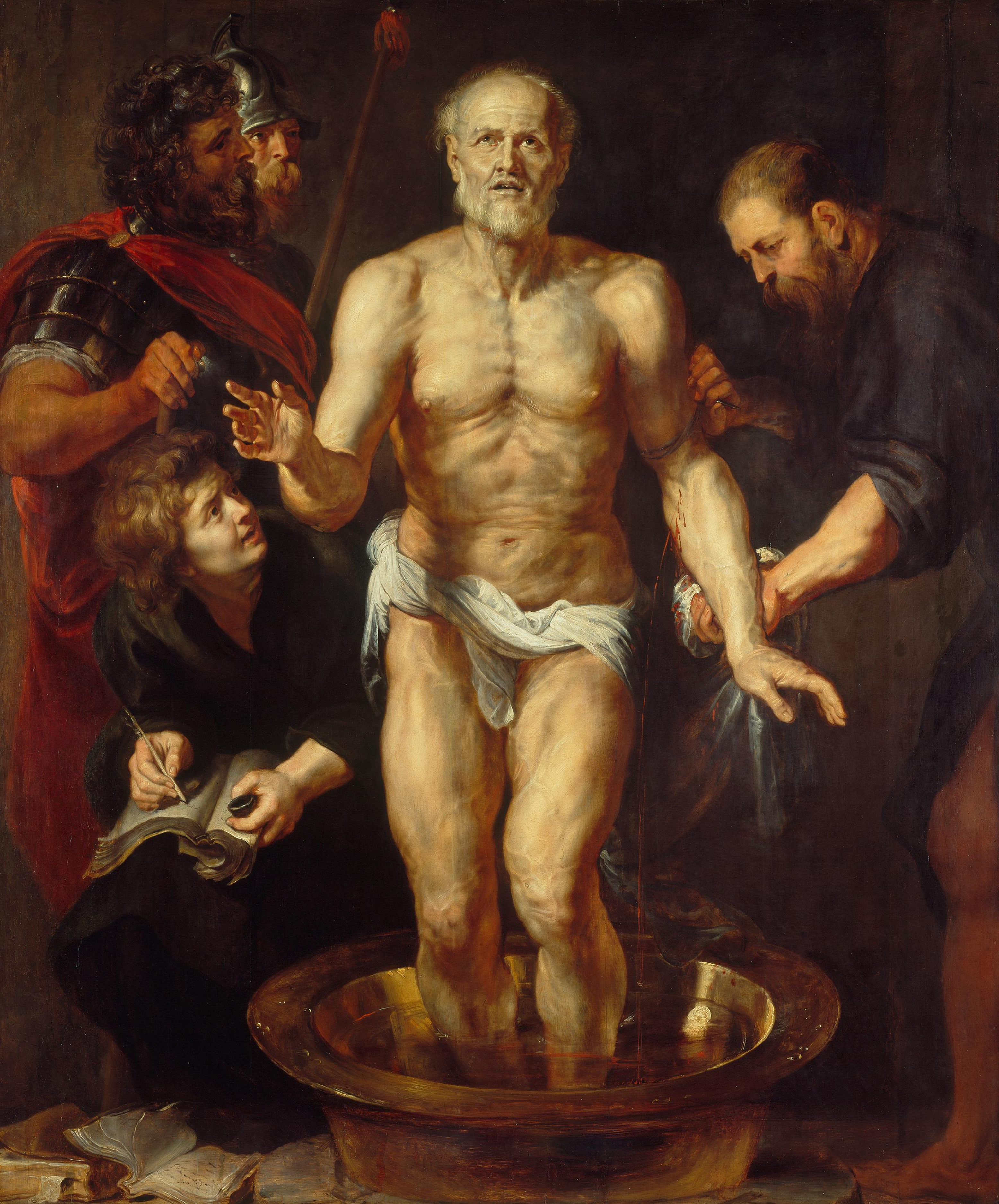
Peter Paul Rubens, Seneca öngyilkossága

Seneca halála Szókratész halálát idézi elénk. A későbbi korok a zsarnokok által ártatlanul megölt, tiszta lelkiismeretű, bűntelen emberek egyik archetípusát látták benne. Emiatt számos szépirodalmi és művészeti feldolgozása ismert. Megfestette többek között Jean Charles Nicaise Perrin, Gerard van Honthorst, Tiepolo, Rubens, Luca Giordano, David, Michel Martin Drolling, Joseph Noël Sylvestre (lásd Galéria).
Robert Schwentke 2023-ban Seneca: A földrengések kialakulása címmel készített életrajzi filmet róla.
Ezek után egyetlen vágással felnyitják karjukat. Seneca, mivel öreg és a szűkös táplálkozással is elgyengített testéből csak lassan folydogált a vér, bokáján és térdén is feltépi az ereket; és a szörnyű kínoktól kimerülvén, hogy fájdalmával felesége elszántságát meg ne törje, ő maga pedig amannak gyötrelmeit látván, gyengeségbe ne zuhanjon, azt tanácsolja, vonuljon másik szobába. És mivel még az utolsó pillanatban is bővében volt az ékesszólásnak, odahívott titkárainak sok mindent tollba mondott: ezt az ő szavaival közrebocsátott szöveget átformálni fölöslegesnek tartom.
...
Közben Seneca, mivel még mindig húzódott és csak lassan közeledett a halál, Statius Annaeust, hűségben és orvosi ügyességben rég kipróbált barátját kéri, vegye elő a már jó ideje előkészített mérget, amellyel az athéni nép törvényszéke előtt elítélteket szokták kivégezni, s mikor odavitték neki, kiitta, de hiába, mivel tagjai már kihűltek, és teste el volt zárva a méreg hatása elől. Végül egy forró vízzel tele medencébe szállott, közben meghintette a közelében álló szolgákat, és hozzátette, hogy italáldozatot mutat be azzal a vízzel a Szabadító Iuppiternek. Ezután fürdőbe vitték, és mikor annak gőzében kiszenvedett, minden gyászünnepség nélkül elhamvasztják. Így írta elő végrendeletében, amikor még dúsgazdagon és hatalma teljében halála esetére intézkedett.

### Seneca és a kereszténység
A levelekben kifejtett etikája rokonítható a kereszténységével: minden ember, még a rabszolgák is a felebarátaink. A XLI. levelében egyenesen arról ír, hogy "szent szellem lakik bennünk, jó és rossz tetteinknek megfigyelője és strázsája", illetve, hogy "minden igaz ember szívét isten lakja, de hogy melyik, azt nem tudjuk". Ez utóbbi kitétel Szent Pál athéni útját idézi, ahol az apostol az Ismeretlen Istenségnek állított oltárt látott, és ennek kapcsán kezdett prédikálni (ApCsel 17,15.22-18,1). Szent Pál egyébként találkozott Seneca bátyjával, Gallioval.
Mint ahogyan a nap sugarai is érintik a földet, valójában ott vannak, ahonnan sugárzanak, úgy a nagy és szent lélek (csak azért szállt le, hogy közelebbről megismerjük az istenit) velünk mulat, de eredetéhez tapad - onnan függ, oda tekint és törekszik. Jelen van köztünk, ámde különb nálunk.
A felebaráti szeretetre, a Szentlélekre, illetve Szent Pálra is vonatkoztatható utalások, valamint az ugyanebben a levélben található szőlőtőke-metafora – mely Jézus kedvenc metaforái közé tartozott – azt a benyomást keltették a keresztény olvasóban, hogy Seneca keresztény volt, a fürdőben történő öngyilkosságot pedig egyfajta megkeresztelkedésnek fogták föl. Emiatt az egyházatyák kedvelt olvasmányai voltak Seneca művei, Tertullianus például a mi Senecánkról beszél (Seneca noster), Szent Jeromos pedig a De viris illustribus című művében keresztény írónak nevezi Senecát. Seneca népszerűségét mutatja, hogy a keresztények a Kr. u. IV. században hamisítottak is egy Szent Pál és Seneca közötti levelezést.

### Seneca és Amerika
Egyes elképzelések szerint Seneca megjósolta, de legalábbis inspirálta Amerika felfedezését az alábbi sorokkal:
S évek elültén kései kor jő, mikor Oceanus oldva világunk láncait, óriás szigetet tár fel, s új földöveket fed fel Téthys, s nem lesz földünk csücske se Thulé.
Thule az ismert világ legészakibb pontjának felelt meg az ókori irodalmi elképzelésekben, valódi helye ismeretlen, azonosították Izlanddal, Grönlanddal és más északi helyekkel is. Ezért Kolumbusz Kristófot és más felfedezőket Pierre d’Ailly műve mellett inspirálhatta ez a szövegrészlet is.
Ki kételkedik abban, hogy a hatalmas Óceántengerben ne lehetnének még más ismeretlen szigetek, amelyekről már a híres Seneca is jövendölt a Médea tragédiájában...

## Galéria – műalkotások Seneca haláláról

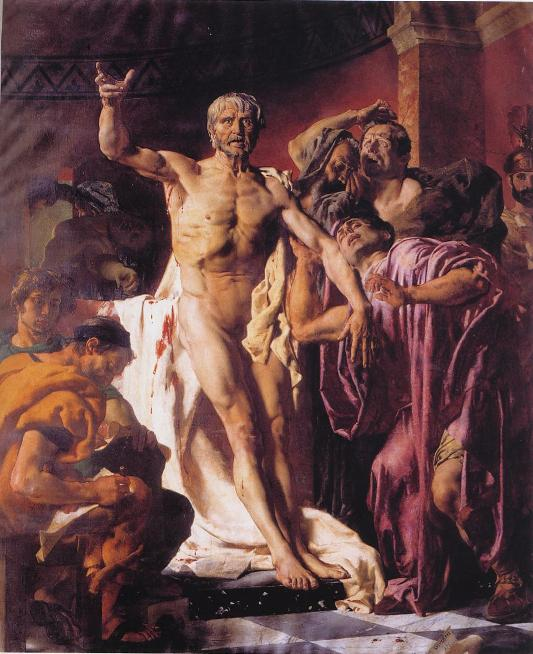
Joseph-Noël Sylvestre: Seneca halála (1875)

- ↑ wikigallery.org Perrin:  Jean Charles Nicaise Perrin,
- ↑ wikigallery.org Death:  Giovanni Battista Tiepolo,
- ↑ wikigallery.org Drolling:  Michel-Martin-Drolling,
- collezioni-f.it: David: Seneca_halála
- tamuseum.com: Gerard van Honthorst

## Magyarul

### 1849-ig
- Keresztyen Seneca, az az Lvcivs Annaevs Seneca leveleiböl ki-szedetett és XXXVIII részre osztatott keresztyeni viragok, mellyek groff Battyani Adam etc önagysága akarattyából diákból magyarra most elsöben fordittattak és költségével kinyomtattattak; Cosmerovius Máte, Bécs, 1654
- Keresztyén Seneca, az az Seneca munkáiból ki-szedegetett, keresztyéni virágok; Kéri Sámuel ford. alapján feldolg., sajtó alá rend. Szilágyi Sámuel; Batthyani Lajos, Bécs, 1740
- Keresztény Seneca, az az keresztény virágotskák, mellyek Annaeus Seneca leveleinek kertéből szedettek és Miháltz István által magyar versekbe köttettek; Academia Ny., Kolozsvár, 1768
- Erkölcsi leczkék. Magyarosítva Szép Mihály által; Schmid Ny., Pozsony, 1834
- Szeneka III. könyvei A' haragról / Ismét I. könyve A' vigasztalásról; ford. komjáti Komjáthy Gábor; Ellinger Ny., Kassa, 1841

### 1850–1944
- L. Annaeus Seneca vigasztalása Marciához; ford. Zsoldos Ignác; Beimel-Kozma Ny., Pest, 1858
- L. Annaeus Seneca könyve Serenushoz A kedély-nyugalomról; ford. Zsoldos Ignác; Scheiber Ny., Pozsony, 1861 (Seneca Lucius Annaeus munkái)
- L. Annaeus Seneca két könyve / A vigasztalásról anyjához Helviához / A gondviselésről vagyis Miért történnek a jó férfiakkal rosszak, ha vagyon gondviselés; ford. Szaicz Antal; Lyceum Ny., Eger, 1871
- A bölcs állhatatosságáról, vagy hogy A méltatlankodás nem hat a bölcsre; ford. Zsoldos Ignác; Aigner, Pest, 1872 (Lucius Annaeus Seneca munkái)
- Lucius Annaeus Seneca munkái; ford. Zsoldos Ignác; Aigner, Pest, 1873
- L. Annaeus Seneca öt könyve / A vigasztalásról anyjához, Helviához / A gondviselésről / Az élet rövidségéről / A boldog életről / A vigasztalásról Polybiushoz; ford. Szaicz Antal; Lyceum Ny., Eger, 1873
- Lucius Annaeus Seneca vigasztalása Márciához; ford. Lévay József; Ráth, Bp, 1874
- Vígasztalások; ford. Lévay József; Franklin, Bp., 1893 (Olcsó könyvtár)
- Erkölcsi levelek, 1-2.; ford. Barcza József; Franklin, Bp., 1906
- Seneca leveleiből; ford., bev. Sárosi Gyula; Officina Ny., Bp., 1943 (Officina könyvtár)

### 1945–1989
- Vigasztalások; ford., utószó, jegyz. Révay József; Európa, Bp., 1959 (Világirodalmi kiskönyvtár)
- Játék az isteni Claudius haláláról; ford., jegyz. utószó Szilágyi János György; Magyar Helikon, Bp., 1963
- Oedipus; in: Bosszú és emberség; ford., utószó Jánosy István; Magvető, Bp., 1975
- Erkölcsi levelek; ford., utószó, jegyz. Kurcz Ágnes; Európa, Bp., 1975 ISBN 963 07 2274 7
- Baiae / Seneca: Levelek. Részlet; ford. Maróti Egon / Propertius: 1. könyv. 11. elégia; ford. Szabó Lőrinc / Propertius: 3. könyv. 18. elégia; ford. Kárpáty Csilla, ill. Vida Győző; Magyar Iparművészeti Főiskola, Bp., 1976
- Seneca tragédiái; ford. Jánosy István, Kárpáty Csilla, Ruttner Tamás, utószó Szilágyi János György; Európa, Bp., 1977 (Az ókori irodalom kiskönyvtára)
- Vigasztalások; ford., utószó, jegyz. Révay József és Kurcz Ágnes; Európa, Bp., 1980
- Nero császárnak a nagylelkűségről; ford., utószó, jegyz. Szőke Ágnes; Helikon, Bp., 1988

### 1990–
- A haragról. Novatusnak; ford. Kovács Mihály, előszó, szöveggond. Dörömbözi János; Seneca, Pécs 1992 (Seneca könyvek)
- Az élet rövidségéről; ford., előszó, jegyz. Bollók János; Seneca, Pécs, 1992 (Seneca könyvek)
- A lélek békéje. Szöveggyűjtemény Cicero és Seneca műveiből; ford. Maróti Egon, Révay József; Interpopulart, Szentendre, 1993 (Populart füzetek)
- A lelki nyugalomról; ford. Bollók János; Seneca, Bp., 1997 (Seneca könyvek)
- Művészete az életnek letfilozófia; ford. Barcza József, vál., utószó Tillmann J. A.; Palatinus, Bp., 2001
- Seneca prózai művei, 1-2.; ford. Bollók János et al., utószó, jegyz. Takács László; Szenzár, Bp., 2002–2004 (S.P.Q.R.)
- Seneca: Óvakodj a haragtól!; Marcus Aurelius: Tanítások könyve; ford. Vágó Gy. Zsuzsanna; Kassák, Szada, 2003 (Bölcsességek kincsestára)
- Seneca drámái; szerk. Ferenczi Attila, Takács László, ford. Eiler Tamás et al.; Szenzár, Bp., 2006 (S.P.Q.R.)
- Az emberség nagykönyve; ford., szerk. Vágó Gy. Zsuzsanna; Kassák, Szada, 2007 ("Évezredek bölcsessége" sorozat)
- Boldogságra születtél Tanácsok minden időkre; ford. Vágó Gy. Zsuzsanna; Kassák, Szada, 2007 (Bölcsességek kincsestára)
- Menj, és légy ember! Útmutatás az élethez; ford. és szerk. Vágó Gy. Zsuzsanna; Kassák, Szada, 2008 (Bölcsességek kincsestára)
- Légy mindig barát! Lelki szövetségre vágyók könyve; ford., szerk. Vágó Gy. Zsuzsanna; Kassák, Szada, 2012 (Bölcsességek kincsestára)
- A gondviselésről és más írások; ford. Bollók János, Takács László; Helikon, Bp., 2016 (Helikon zsebkönyvek)
- Erkölcsi levelek; ford. Kurcz Ágnes, Sárosi Gyula; Helikon, Bp., 2019 (Helikon zsebkönyvek)
- Hogyan őrizzük meg hidegvérünket? Indulatkezelési útmutató a régmúltból; vál., bev. James Romm, ford. Borbély Bartis Katalin; Pallas Athéné, Bp., 2020
- Szent Pál és Seneca levelezése. In: Apokrif levelek. Telosz, Bp., 1999, ISBN 963-8458-17-8
- Erkölcsi levelek. Válogatás. Kossuth Könyvkiadó, 2001; ford. Kurcz Ágnes, ISBN 963 09 4213 5
- Seneca prózai művei I. Szenzár Kiadó. Kiadó, 2002, ISBN 978-963-86151-9-0
- Seneca prózai művei II. Szenzár Kiadó, 2004, ISBN 978-963-86369-6-6
- Seneca drámái III. Szenzár Kiadó, 2006, ISBN 963-7014-16-0
- Korompay Eszter: Mészöly Gedeon Seneca-fordítása; ELTE Ókortudományi Intézet, Bp., 2016 (Midas)

### Szakirodalom
- Szekeres Cs.-Kendeffy G., Fejezetek a római filozófia történetéből, in: Bevezetés az ókortudományba IV (Agatha VII), Szerk. Havas L.–Tegyey I., Debrecen 2001, 433–454. ISBN 963-472-533-3

### Egyéb irodalom
- Leffler Sámuel: Római irodalomtörténet – A középiskolák felsőbb osztályai számára és a művelt közönség használatára, Lampel Róbert (Wodianer F. és Fiai) Cs. és Kir. könyvkereskedése, Budapest, 1903, 175–178. o.
- Sebestyén Károly: A római irodalom története – szemelvényekkel magyar írók latin műfordításaiból, Lampel Róbert (Wodianer F. és Fiai) Cs. és Kir. Udvari Könyvkereskedés Kiadása, 1902, 132–136. o.
- Korompay Eszter: Mészöly Gedeon Seneca-fordítása; ELTE Ókortudományi Intézet, Bp., 2016 (Midas)

### Művei latinul
- http://www.thelatinlibrary.com/sen.html

### Ismertebb művei online
- Erkölcsi levelek
- Apocolocynthosis
- Seneca és Szent Pál "levelezése"

### Linkek
- erettsegi.com: Seneca életútja
- literatura.hu: Seneca
- mek.oszk.hu: Világ 018
- szepmuveszeti.hu: Seneca
- romaikor.hu: Római kor